# Papafahr
PapaFahr, (arabisk, fransk/engelska inspirerat namn)  Under detta alias finns en norsk poet, författare och låtskrivare, som acklimatiserat sig till det svenska språket.
PapaFahr är anarkist, demokratikritiker och pappa. Han var bosatt i Jämtland mellan 1985 och 2007. Bor nu i Trondheim.
Han har ett eget skivbolag/förlag sedan 1983, med tre vinylproduktioner, två norska och en engelsk, samt flera publikationer/produktioner under 1990 och 2000-talet, publicerade på internet, efter hans egen "bootleg philosofy". Uppträder som artist ensam eller med musiker, läser också dikter eller ur sina romaner/essays..